# Charcotland
Het Charcotland is een schiereiland in Nationaal park Noordoost-Groenland in het oosten van Groenland. Het schiereiland ligt in het gebied van het fjordencomplex van het Nordvestfjord. Het gebied wordt begrensd door de F. Graaegletsjer in het noordoosten, het Nordvestfjord in het zuidoosten en de Daugaard-Jensengletsjer in het zuiden.
Aan de overzijde van de gletsjers en het fjord liggen het Nathorstland in het oosten en het Hinksland in het zuiden.
Op het schiereiland ligt ook de Charcotgletsjer.